# کواتوفکا
کواتوفکا (به لاتین: Kuatovka) یک منطقهٔ مسکونی در روسیه است که در سرزمین آلتای واقع شده‌است.